# Братья Лейлы
«Братья Лейлы» (перс. برادران لیلا‎) — художественный драматический фильм иранского режиссёра Саида Рустаи, вышедший на экраны в 2022 году. Рустаи также выступил в качестве сценариста и сопродюсера картины, в которой снялись Таране Алидусти, Навид Мохаммадзаде, Саид Пурсамими и Пейман Маади. Премьера картины состоялась в мае 2022 года в рамках основной программы 75-го Каннского кинофестиваля.

## Сюжет
40-летняя незамужняя Лейла всю свою жизнь отдаёт заботе о своих родителях и четырёх братьях. В семье происходят постоянные ссоры, её члены испытывают проблемы с работой и погрязли в долгах. Действие происходит на фоне серьёзного экономического кризиса и огромной инфляции, вызванных экономическими санкциями США в отношении Ирана. Пока её братья пытаются свести концы с концами, Лейла придумывает план: начать семейный бизнес, который спас бы их от нищеты. Она с братьями начинает заниматься изысканием средств для покрытия расходов на открытие семейного магазина. В качестве помещения для него выбран туалет торгового центра, где работает один из братьев, который будет после приобретения переоборудован под магазин с витриной.
Лейла с братьями были удивлены, узнав, что их отец Эсмаил, который в своём стремлении стать патриархом рода Джураблу, члены которого не жалуют его семью, хочет подарить 40 золотых монет на свадьбу. Эсмаила совершенно не беспокоят амбиции его уже слишком взрослых детей. Лейла в сговоре с тремя другими своими братьями обманывает брата Алирезу, который должен был подарить монеты от имени своего отца, передав ему пустую коробку. Эсмаила чествуют как патриарха рода, но когда выясняется, что у Алирезы нет монет, его лишают этого положения. Патриархом тут же провозглашают его давнего соперника. Униженный отец потом утверждает, что заложил дом, чтобы купить эти монеты, и семья останется без крова над головой, если он не вернёт деньги. Алиреза, чувствуя себя использованным и опасаясь за дом, настраивает своих братьев против планов Лейлы, они решают вернуть отцу деньги для выкупа дома. Однако развивающаяся на этом фоне гигантская инфляция и рост цен рушит их планы, делая практически невозможным получение достаточного количества денег для покупки монет или возможность их выкупа. Семья всё больше приближается к финансовому краху. Однако в конце концов выясняется, что отец вовсе не закладывал дом, а имел секретный банковский счёт, жил в нужде и позволял своим детям страдать, копя деньги, на которые он покупал монеты. Вскоре после этого откровения отец умирает во время вечеринки по случаю дня рождения своей внучки. Смерть отца замечают только Алиреза и Лейла, переживающие её каждый по-своему в окружении веселящихся детей.

## В ролях
- Таране Алидусти — Лейла Джураблу
- Навид Мохаммадзаде[англ.] — Алиреза Джураблу
- Саид Пурсамими[англ.] — Эсмаил Джураблу
- Пейман Маади — Манучер Джураблу
- Мохаммад Алимохаммади — Фархад Джураблу
- Найере Фарахани — мать
- Мехди Хоссеининиа — Байрам
- Фархад Аслани[англ.] — Парвиз Джураблу[6]

## Выпуск и награды
Премьера фильма прошла 25 мая 2022 года в рамках основного конкурса 75-го Каннского кинофестиваля, куда он был отобран в апреле того же года. Картина не получила Золотой пальмовой ветви, удостоившись приза ФИПРЕССИ в категории Основной конкурс и Приза гражданства.

## Критика
По данным агрегатора Rotten Tomatoes, 
90 % из 10 обзоров были положительными, со средней оценкой 6 из 10. На Metacritic средневзвешенная оценка фильма составляет 87 балл из 100 на основе 5 рецензий, что соответствует критерию «всеобщее признание».

## Вокруг фильма
Актёры Саид Пурсамими и Фархад Аслани были обвинены в неприемлемых действиях сексуального характера в отношении Катаюн Рияхи и Сомайе Миршамси (ассистент режиссёра) уже после окончания съёмок «Братьев Лейлы». Актриса Таране Алидусти, следящая за жалобами на жестокое обращение с женщинами в киноиндустрии, после обвинений Миршамси в адрес Аслани объявила в своём Instagram, что остальные актёры «Братьев Лейлы» не будут стоять рядом с обвиняемым на Каннском кинофестивале 2022 года. Аслани в итоге не поехал в Канны. После появления актёров на красной дорожке Канн, известная актриса Катаюн Риахи опубликовала в своей истории в Instagram фотографию Пурсамими в Каннах с красным крестом на нём, упомянув иранскую страницу движения Me Too. На следующий день она опубликовала в Instagram сообщение о том, что 25 лет назад подверглась с его стороны сексуальному насилию. 1 июня завершившая свою карьеру актриса Ладан Табатабаи заявила в стриме в Instagram, что она подверглась словесным оскорблениям со стороны Пурсамими.
Организация кино при Министерстве культуры и исламской ориентации Ирана выразила недовольство фильмом, поскольку актёры в Каннах выступили с критикой иранского правительства, а Мохаммадзаде поцеловал свою жену Фереште Хоссейни на красной дорожке. 1 июня 2022 года министр Мохаммад Мехди Эсмаили заявил, что фильм может быть запрещён к показу в Иране, поскольку его премьера в Каннах прошла без одобрения правительства, что, по его словам, противоречит закону. 22 июня 2022 года он же объявил, что Организация кино официально запретила фильм. 15 августа 2023 года режиссёр фильма, Саид Рустаи и его продюсер Джавад Норузбеги были приговорены Исламским революционным судом в Тегеране к шести месяцам тюремного заключения за показ фильма без разрешения. В рамках наказания, которое отбывается в течение девяти дней, а остальные пять лет условно, Саид Рустаи и Джавад Норузбеги должны пройти 24-часовой курс «создания фильмов, соответствующих национальным интересам и национальной морали».